# Амбоинский королевский попугай
Амбоинский королевский попугай (лат. Alisterus amboinensis) — птица семейства попугаевых.

## Внешний вид
Длина тела 37 см, хвоста 18 см Окраска оперения красивая и яркая — в красных, синих и зелёных тонах. Нижняя сторона тела, голова, шея у него карминово-красная, плечи, спина, верхние кроющие перья хвоста и надхвостье синего цвета. Крылья зелёные с синей полосой.

## Распространение
Обитает на северо-западе Новой Гвинеи, северных Молуккских и некоторых других близлежащих островах.

## Классификация
Вид включает в себя 6 подвидов:
- Alisterus amboinensis amboinensis (Linnaeus, 1766)
- Alisterus amboinensis buruensis (Salvadori, 1876)
- Alisterus amboinensis dorsalis (Quoy & Gaimard, 1830)
- Alisterus amboinensis hypophonius (S. Muller, 1843)
- Alisterus amboinensis sulaensis (Reichenow, 1881)
- Alisterus amboinensis versicolor Neumann, 1939